# Druckversion
Als Druckversion wird die Darstellungsversion einer Webseite bezeichnet, die für einen Ausdruck auf die wesentlichen inhaltlichen Bestandteile reduziert wurde.
Bei einer Druckversion sind meistens Navigationselemente und andere, im Kontext des Inhalts und auf dem Medium Papier nutzlose, sekundäre Inhalte einer Webseite nicht vorhanden oder ausgeblendet. Zudem werden die Inhalte oftmals so aufbereitet, dass keine Informationen verloren gehen, sondern ebenfalls in einer auf Papier darstellbaren Form zur Verfügung stehen, wie etwa die Ziele von Hyperlinks.
Eine Druckversion ist entweder ein eigenständiges Dokument oder wird aus dem ursprünglichen Dokument erzeugt. Ersteres geschieht durch serverseitige Skripte, Letzteres durch clientseitige Skripte oder aber CSS.
Aufgrund der immer besseren CSS-Unterstützung der Webbrowser wird die Druckversion inzwischen immer öfter dynamisch erstellt, sodass der Druck über eine separat aufzurufende, reduzierte Version entfällt. Stattdessen werden für den Druck des normalen Dokuments die auf dem Papier nutzlosen Elemente automatisch ausgeblendet. Dies wird auch von Wikipedia benutzt.
Die Druckversion einer Webseite kann auch dazu verwendet werden, die Seite als kompakte HTML-Datei ohne Style Sheets oder sonstige Zusatzdateien abzuspeichern.